# Castro (Acquarossa)
Castro è una frazione di 81 abitanti del comune svizzero di Acquarossa, nel Canton Ticino (distretto di Blenio).

## Storia
Nel medioevo formava una vicinia assieme a Marolta e Ponto Valentino.

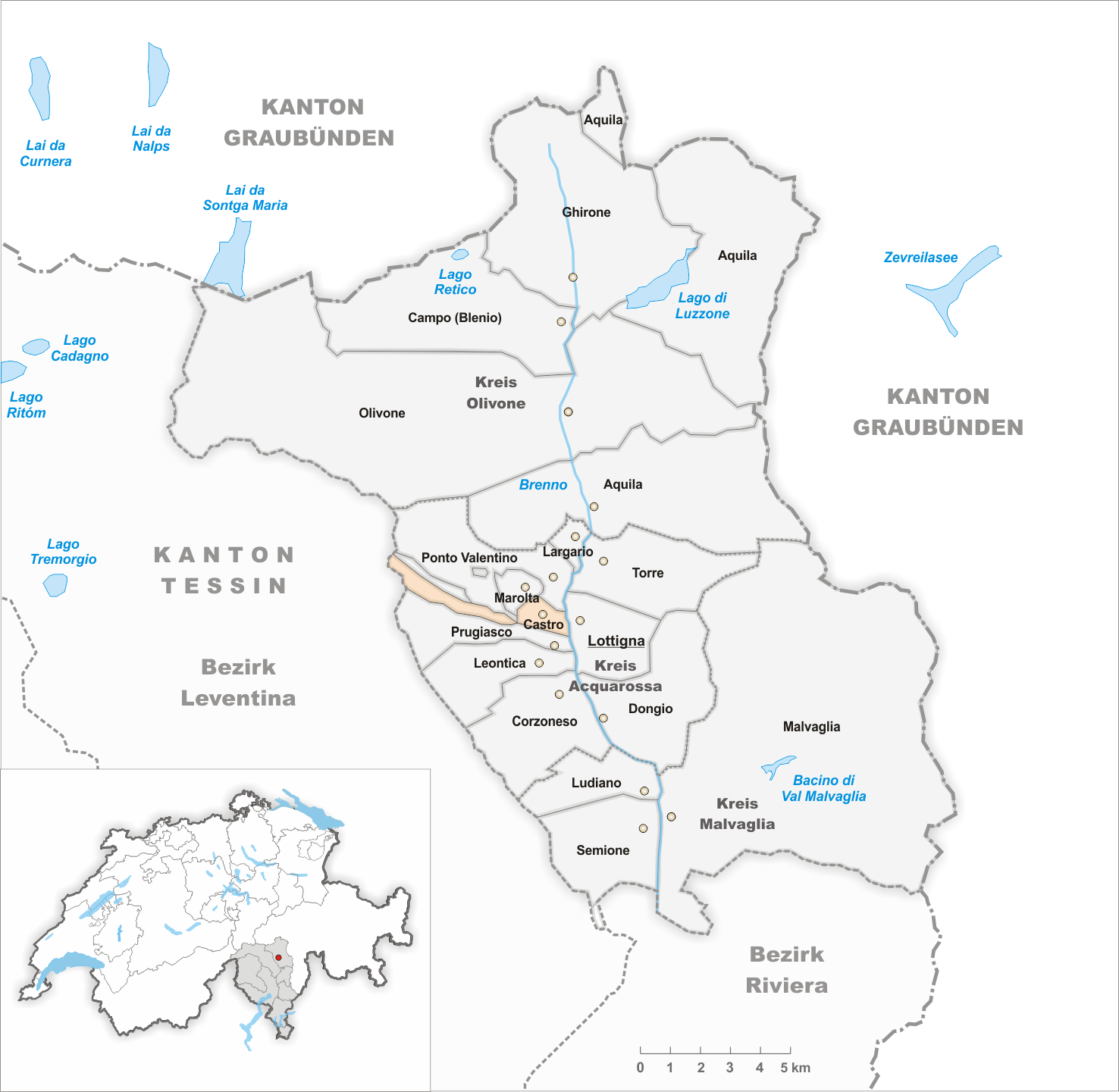
Il territorio del comune di Castro prima degli accorpamenti comunali del 2004

Fino al 3 aprile 2004 è stato un comune autonomo che si estendeva per 3,00 km²; il 4 aprile 2004 è stato accorpato agli altri comuni soppressi di Corzoneso, Dongio, Largario, Leontica, Lottigna, Marolta, Ponto Valentino e Prugiasco per formare il nuovo comune di Acquarossa.

## Monumenti e luoghi d'interesse
- Chiesa parrocchiale di San Giorgio,[2] attestata nel 1205[1];
- Oratorio di Sant'Antonio da Padova;[2]
- Casa dei Balivi,[2] nota anche come Casa dei Landvogti o Casa Bolla, del XVIII secolo[senza fonte]. La facciata è ornata da alcuni dipinti risalenti al 1642.[2]

## Società

### Evoluzione demografica
L'evoluzione demografica è riportata nella seguente tabella:
Abitanti censiti

## Amministrazione
Ogni famiglia originaria del luogo fa parte del cosiddetto comune patriziale e ha la responsabilità della manutenzione di ogni bene ricadente all'interno dei confini della frazione.